# Премислер Ілля Михайлович
Ілля Михайлович Премислер (25 листопада 1904, Жмеринка — 1 липня 1969, Київ) — український радянський історик, архівіст, музеєзнавець.

## Біографія
Народився 25 листопада 1904 року у місті Жмеринці (тепер Вінницька область, Україна). Закінчив чотирикласне міське училище. Вихованець Святошинського дитбудинку. З 1917 по 1927 рік працював робітником на залізниці, трамвайному заводі, завідувачем клубу, вчителем школи. Закінчив історичний факультет Харківського інституту народної освіти. З 1927 року — позаштатний архівіст Центрального архіву революції у Харкові.
З листопада 1927 року по листопад 1928 року служив у Червоній армії. З 1928 року — вчений архівіст Центрального архіву революції, з 1931 року — референт сектора агітації, пропаганди та археографії Центрального архівного управління УСРР. Одночасно — науковий співробітник відділу друкованих видань Центрального архіву революції. 
У 1935 році, за рішенням ЦК КП(б)У, переведений до Києва, де працював старшим науковим співробітником в Інституті історії ВУАМЛІН, а після його ліквідації у 1936 році, перейшов до Інституту історії України АН УРСР. У квітні 1936 року брав участь в роботі Конференції молодих вчених УСРР, де виступив з доповіддю «Українська Соціалістична Радянська Республіка в 1919 році». 1939 року захистив кандидатську дисертацію "Разгром немцев в 1918 г.". У 1940 році перейшов на роботу до Інституту історії партії при ЦК КП(б)У. 
Брав участь у німецько-радянській війні (призваний на службу 19 липня 1941 року). Воював у сладі 37 армії. Потрапив в оточення і  полон. Перебував у Дарницькому концтаборі у Києві, після звільнення з якого намагався перетнути фронт, але не зміг й осів на території Донбасу (Стара Ігнатівка Волноваського района Сталінської області). Восени 1942 перебрався у Ростовську область. Після звільнення території продовжив службу в Червоній армії, був інтендантом у 28 армії, потім знов газетяр. Війну закінчив на Ельбі. Демобілізований у 1946 році в званні капітана. Нагороджений орденом Червоної Зірки (8 червня 1945), медалями. 
Після повернення до Києва працював в Інституті педагогіки. З 1953 по 1964 рік — старший науковий співробітник Державного музею історії України. Працював у науково-методичному відділі, потім у відділі історії України періоду Великої Жовтневої соціалістичної революції, громадянської війни та побудови соціалізму.
Помер в Києві 1 липня 1969 року.

## Наукова діяльність
Автор біля 30 наукових статей та монографій. Упорядник документальних збірок:
- «Хронологія історії України (1861—1917 роки). — Випуск 2. 1861—1917» (Київ, 1940).
- «Червона гвардія на Україні. 1917—1918: Документи» (Київ, 1937; друге видання — Київ, 1939).

Серед праць
- Революційний рух на Україні на початку XX століття (1900—1903 роки). — Київ, 1958.
- Ленінська «Іскра» на Україні. — Київ, 1950.
- Революційна боротьба проти польського панування в Західній Україні (1920—1939 роки) // Західна Україна: Збірник. — Київ, 1940.
- Українська Радянська Соціалістична Республіка: Короткий історичний нарис. — Київ, 1940.
- Оборона Луганска. — Москва, 1940.
- З історії революційного Луганська. — Київ, 1940.
- Iсторiя революцiйного руху на Луганщинi (изд. ИМЭЛ).
- Визвольна війна українського народу проти німецьких окупантів у 1918 році // Більшовик України. — 1937. — № 4—5.
- Київ у Жовтні 1917 року // Соціалістичний Київ. — 1937. — № 10.
- До історії німецької окупації на Україні в 1918 році // Під марксистсько-ленінським прапором. — 1936. — № 3.
- Перший похід Антанти і боротьба за відновлення Радянської України // Під марксистсько-ленінським прапором. — 1935. — № 6.
- Разгром бандитизма на Украине // Военно-исторический журнал, 1940 г. N9.
- Гражданская война на Украине. 1941.